# Sabine Gasteiger

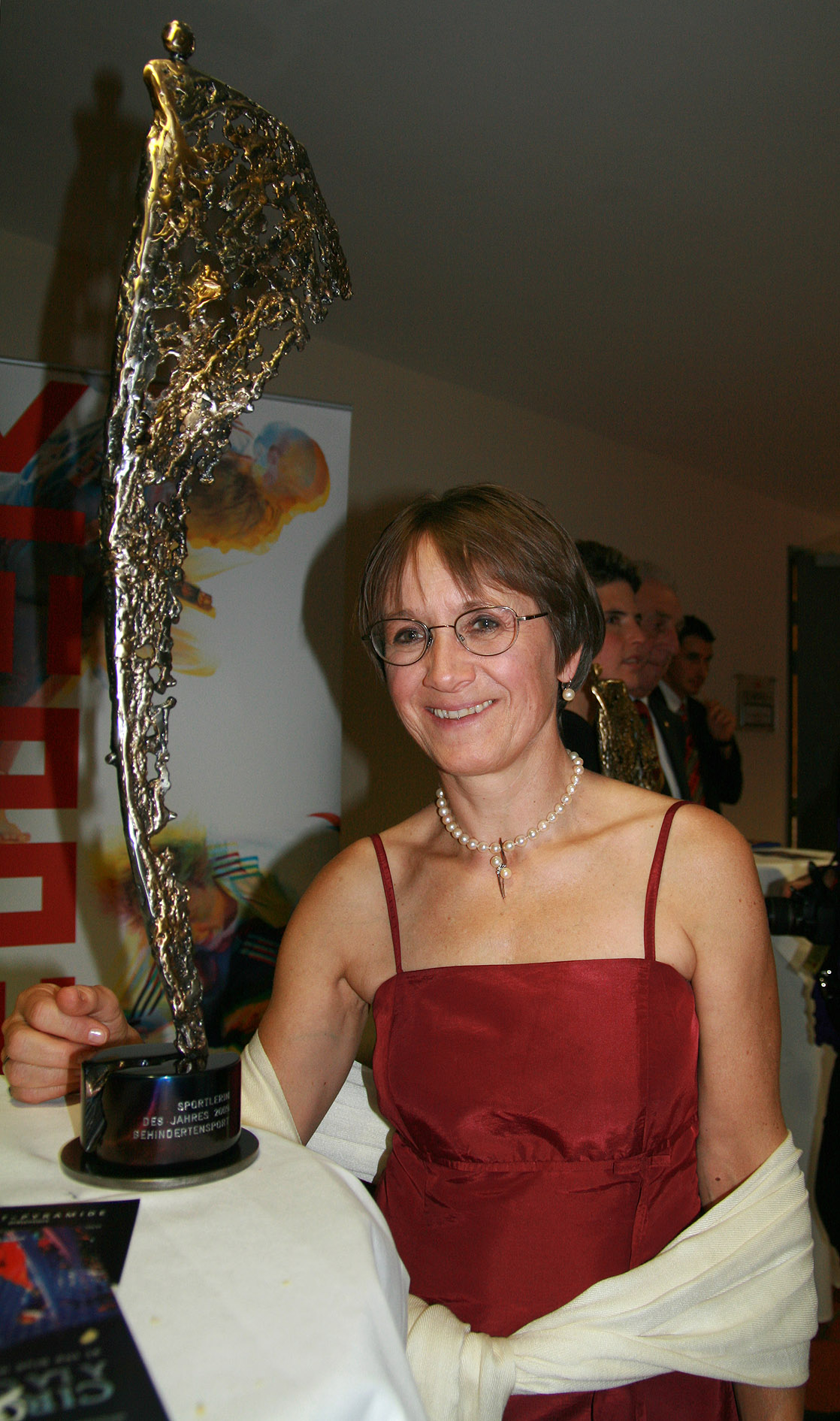
Sabine Gasteiger mit der Trophäe als Behindertensportlerin des Jahres 2009

Sabine Gasteiger (* 28. Oktober 1956) ist eine österreichische Behindertensportlerin im Bereich Ski Alpin.

## Leben
Die Sportlerin verfügt nur noch über einen Sehrest von fünf Prozent. Bei den Winter-Paralympics 2006 in Turin gewann sie in jeder Disziplin, in der sie antrat, eine Medaille. Insgesamt waren es eine Gold-, zwei Silber- und eine Bronzemedaille. Aufgrund dieser Leistung wurde Gasteiger als österreichische Behindertensportlerin des Jahres geehrt. In der Saison 2005/2006 gewann sie zudem den Gesamtweltcup. 2009 wurde sie erneut als Behindertensportlerin des Jahres ausgezeichnet. Bei den Winter-Paralympics 2010 im kanadischen Vancouver holte Sabine Gasteiger eine Goldmedaille im Slalom und im Riesentorlauf die Silbermedaille. Sie ist damit nach Claudia Lösch die erfolgreichste österreichische Teilnehmerin bei den Spielen. Gasteiger gehört dem Oberösterreichischen Blindensportclub (OÖBSC) an.
2006 erhielt sie das Goldene Ehrenzeichen für Verdienste um die Republik Österreich.